# Nati nel 1996/Agosto
| Questa pagina contiene informazioni ricavate automaticamente dalle voci biografiche con l'ausilio del template Bio e di un bot. L'aggiornamento è periodico e automatico e ricostruisce completamente la pagina. Se manca una persona in questa lista, sei pregato di non aggiungerla, ma accertati piuttosto che la sua voce biografica contenga il template Bio e che i dati anagrafici siano correttamente compilati. Se il template Bio manca, inseriscilo tu stesso o, in alternativa, metti l'avviso {{tmp\|Bio}} che ne segnala la mancanza. Se i dati riportati sono sbagliati, correggi direttamente la voce biografica; le modifiche saranno visibili in questa lista entro pochi giorni. Per chiarimenti vedi il progetto biografie. La lista contiene solo le 399 persone che sono citate nell'enciclopedia e per le quali è stato implementato correttamente il template Bio. Pagina aggiornata al 18 ago 2025. |

- 1º agosto - Luxolo Adams, velocista sudafricano
- 1º agosto - Katie Boulter, tennista britannica
- 1º agosto - Cyrille Eliezer-Vanerot, cestista francese
- 1º agosto - Edu Expósito, calciatore spagnolo
- 1º agosto - Mario Flores, giocatore di football americano spagnolo
- 1º agosto - Drita Islami, ostacolista macedone
- 1º agosto - Emma Jørgensen, canoista danese
- 1º agosto - Chimphonique Miller, cantante e attrice statunitense
- 1º agosto - Lou Roy-Lecollinet, attrice francese
- 1º agosto - Yeonwoo, attrice sudcoreana
- 2 agosto - Federica Cesarini, canottiera italiana
- 2 agosto - Rogerio Alves dos Santos, calciatore brasiliano
- 2 agosto - Guzmán Corujo, calciatore uruguaiano
- 2 agosto - Tajay Gayle, lunghista giamaicano
- 2 agosto - Nicholas Hagen, calciatore guatemalteco
- 2 agosto - Keston Hiura, giocatore di baseball statunitense
- 2 agosto - Joris Kramer, calciatore olandese
- 2 agosto - Robert Madge, attore teatrale, commediografo e cantante britannico
- 2 agosto - Simone Manuel, nuotatrice statunitense
- 2 agosto - Moïse Nkounkou, calciatore congolese (Repubblica del Congo)
- 2 agosto - Pomme, cantautrice e musicista francese
- 2 agosto - Elisabeth Reisinger, sciatrice alpina austriaca
- 2 agosto - Marvell Tell, giocatore di football americano statunitense
- 2 agosto - Jordan Thomas, giocatore di football americano statunitense
- 2 agosto - Costinel Tofan, calciatore rumeno
- 2 agosto - KaVontae Turpin, giocatore di football americano statunitense
- 2 agosto - Tomislav Štrkalj, calciatore croato
- 3 agosto - Yulenmis Aguilar, giavellottista cubana
- 3 agosto - Kevin Álvarez, calciatore honduregno
- 3 agosto - Wassim Ben Tara, pallavolista tunisino
- 3 agosto - Bryan Mascarenhas, calciatore brasiliano
- 3 agosto - Ülviyyə Fətəliyeva, scacchista azera
- 3 agosto - Derwin James, giocatore di football americano statunitense
- 3 agosto - Robert MacIntyre, golfista scozzese
- 3 agosto - Federica Parsani, calciatrice italiana
- 3 agosto - David Solans, attore spagnolo
- 3 agosto - Oleksandr Zubkov, calciatore ucraino
- 4 agosto - Pablo Acha Gonzalez, arciere spagnolo
- 4 agosto - Andoni Gorosabel, calciatore spagnolo
- 4 agosto - Adrian Grbić, calciatore austriaco
- 4 agosto - Moses Mawa, calciatore norvegese
- 4 agosto - Mohamed Ofkir, calciatore norvegese
- 4 agosto - Roberta Ponziani, pilota motociclistica italiana
- 5 agosto - Cho Seung-youn, cantautore, rapper e ballerino sudcoreano
- 5 agosto - Francesca Deagostini, ex ginnasta italiana
- 5 agosto - Daichi Kamada, calciatore giapponese
- 5 agosto - Rafał Makowski, calciatore polacco
- 5 agosto - Mai Murakami, ex ginnasta giapponese
- 5 agosto - Malik Reed, giocatore di football americano statunitense
- 5 agosto - Arno Schwarz, giocatore di football americano austriaco
- 5 agosto - Sophie Sundqvist, calciatrice svedese
- 5 agosto - Theodoros Tselidis, judoka greco
- 6 agosto - Timothy Awany, calciatore ugandese
- 6 agosto - Kristine Bjørdal Leine, calciatrice norvegese
- 6 agosto - Fan Tingyu, goista cinese
- 6 agosto - Shaila Gatta, ballerina e personaggio televisivo italiana
- 6 agosto - Stephen Hammond, calciatore ghanese
- 6 agosto - Oda Maria Hove Bogstad, calciatrice norvegese
- 6 agosto - Yung Snapp, rapper e produttore discografico italiano
- 6 agosto - Antonio Francisco Moura Neto, calciatore brasiliano
- 6 agosto - Antonio Palumbo, calciatore italiano
- 6 agosto - Sara Vitiello, marciatrice italiana
- 6 agosto - Pedro Vázquez Llenín, canoista spagnolo
- 7 agosto - Loes Adegeest, ciclista su strada olandese
- 7 agosto - Tessa Allen, attrice statunitense
- 7 agosto - Hayato Araki, calciatore giapponese
- 7 agosto - Aaron Boupendza, calciatore gabonese († 2025)
- 7 agosto - Dani Ceballos, calciatore spagnolo
- 7 agosto - Dennis Daley, giocatore di football americano statunitense
- 7 agosto - Låpsley, cantautrice, musicista e produttrice discografica britannica
- 7 agosto - Ryō Fujii, calciatore giapponese
- 7 agosto - Gauthier Hein, calciatore francese
- 7 agosto - Liam James, attore canadese
- 7 agosto - Jaylen Johnson, cestista statunitense
- 7 agosto - Jevick Macfarlane, calciatore santaluciano
- 7 agosto - Gilchrist Nguema, calciatore gabonese
- 7 agosto - Mychajlo Romančuk, nuotatore ucraino
- 7 agosto - Giuseppe Sibilli, calciatore italiano
- 7 agosto - Júnior Tavares, calciatore brasiliano
- 7 agosto - William Togui, calciatore ivoriano
- 7 agosto - Ian Vorogovskıı, calciatore kazako
- 8 agosto - Igor' Bezdenežnych, calciatore russo
- 8 agosto - Yusneylys Guzmán, lottatrice cubana
- 8 agosto - Emil Holten, calciatore danese
- 8 agosto - Clay Johnston, giocatore di football americano statunitense
- 8 agosto - Stina Lennartsson, calciatrice svedese
- 8 agosto - Beatrice Mompremier, cestista statunitense
- 8 agosto - Dylan Osetkowski, cestista statunitense
- 8 agosto - Raphael Alemão, calciatore brasiliano
- 8 agosto - Kiko Seike, calciatrice giapponese
- 8 agosto - Brem Soumaoro, calciatore guineano
- 8 agosto - Sylla Sow, calciatore olandese
- 8 agosto - Jarrett Stidham, giocatore di football americano statunitense
- 8 agosto - A'ja Wilson, cestista statunitense
- 8 agosto - Syver Wærsted, ex ciclista su strada norvegese
- 9 agosto - Céline Buckens, attrice belga
- 9 agosto - Luis Cañate, calciatore panamense
- 9 agosto - Ahmet Engin, calciatore tedesco
- 9 agosto - Matthew J. Evans, attore, regista e produttore cinematografico statunitense
- 9 agosto - Maëlle Garbino, calciatrice francese
- 9 agosto - Simone Giannelli, pallavolista italiano
- 9 agosto - Colton McKivitz, giocatore di football americano statunitense
- 9 agosto - Alessandro Murgia, calciatore italiano
- 9 agosto - Matías Noble, calciatore argentino
- 9 agosto - Dries Saddiki, calciatore marocchino
- 9 agosto - Khalen Saunders, giocatore di football americano statunitense
- 9 agosto - Paulo Scanlan, calciatore samoano
- 9 agosto - Patrick Shih, attore e modello taiwanese
- 9 agosto - Thomas Stanley, attore statunitense
- 10 agosto - Brian Anunga, calciatore camerunese
- 10 agosto - Evan Evagora, attore australiano
- 10 agosto - Annalisa Favole, calciatrice italiana
- 10 agosto - Basit Abdul Khalid, calciatore ghanese
- 10 agosto - Katja Krasavice, cantante, rapper e youtuber ceca
- 10 agosto - Terry Lartey Sanniez, calciatore olandese
- 10 agosto - Jacob Latimore, attore, cantante e ballerino statunitense
- 10 agosto - Gabriel Lunetta, calciatore italiano
- 10 agosto - Nemanja Majdov, judoka serbo
- 10 agosto - Stefan Nigro, calciatore australiano
- 10 agosto - Alex Palmer, calciatore inglese
- 10 agosto - Nucci, cantante, rapper e produttore discografico serbo
- 10 agosto - Max Scharping, giocatore di football americano statunitense
- 10 agosto - Callum Scotson, ciclista su strada e pistard australiano
- 11 agosto - Prince Ali, cestista statunitense
- 11 agosto - Thore Baardsen Pedersen, calciatore norvegese
- 11 agosto - Mathias Fixelles, calciatore belga
- 11 agosto - Thomas Gradinger, pilota motociclistico austriaco
- 11 agosto - Franck Honorat, calciatore francese
- 11 agosto - Johan Rotsen, calciatore francese
- 11 agosto - Curtis Samuel, giocatore di football americano statunitense
- 11 agosto - Tatiely Cristina Sena das Neves, calciatrice brasiliana
- 11 agosto - Antonio Sivera, calciatore spagnolo
- 11 agosto - Roman Sorkin, cestista israeliano
- 12 agosto - Edwin Banguera, calciatore colombiano
- 12 agosto - Tristan Blackmon, calciatore statunitense
- 12 agosto - Choi Yu-jin, cantante e attrice sudcoreana
- 12 agosto - Ibrahim Diallo, ex calciatore maliano
- 12 agosto - T.J. Edwards, giocatore di football americano statunitense
- 12 agosto - Milton Giménez, calciatore argentino
- 12 agosto - Matan Hozez, calciatore israeliano
- 12 agosto - Moritz Karlitzek, pallavolista tedesco
- 12 agosto - Maxime Laoun, pattinatore di short track canadese
- 12 agosto - Arthur Melo, calciatore brasiliano
- 12 agosto - Samuel Moutoussamy, calciatore francese
- 12 agosto - Na Sang-ho, calciatore sudcoreano
- 12 agosto - Qian Haitao, lottatore cinese
- 12 agosto - Julio Urías, giocatore di baseball messicano
- 12 agosto - Joelle Wedemeyer, calciatrice tedesca
- 12 agosto - Tomáš Zajíc, calciatore ceco
- 13 agosto - Tessa Albertson, attrice statunitense
- 13 agosto - Simon Banza, calciatore congolese (Repubblica Democratica del Congo)
- 13 agosto - Jakub Bartosz, calciatore polacco
- 13 agosto - Omer Goldstein, ciclista su strada israeliano
- 13 agosto - Juan Cruz Komar, calciatore argentino
- 13 agosto - Florian Loshaj, calciatore kosovaro
- 13 agosto - Antonia Lottner, tennista tedesca
- 13 agosto - Saša Lukić, calciatore serbo
- 13 agosto - Iván Fernando Ochoa, calciatore messicano
- 13 agosto - Leeroy Owusu, calciatore olandese
- 13 agosto - Aljaksandr Paŭlavec, calciatore bielorusso
- 13 agosto - Léo Príncipe, calciatore brasiliano
- 13 agosto - Álvaro Rico, attore spagnolo
- 13 agosto - Saku Savolainen, calciatore finlandese
- 13 agosto - Mattis Stenshagen, fondista norvegese
- 14 agosto - Muhammad Bilal, calciatore pakistano
- 14 agosto - Maximiliano Gómez, calciatore uruguaiano
- 14 agosto - Samuel Grandsir, calciatore francese
- 14 agosto - Brianna Hildebrand, attrice statunitense
- 14 agosto - Joelinton, calciatore brasiliano
- 14 agosto - Pavel Kolmakov, sciatore freestyle kazako
- 14 agosto - José Machín, calciatore equatoguineano
- 14 agosto - Yante Maten, cestista statunitense
- 14 agosto - Neal Maupay, calciatore francese
- 14 agosto - Matteo Moschetti, ciclista su strada italiano
- 14 agosto - Roland Schwarz, lottatore tedesco
- 14 agosto - Armin Sinančević, pesista serbo
- 15 agosto - Lumor Agbenyenu, calciatore ghanese
- 15 agosto - Bruce Brown, cestista statunitense
- 15 agosto - Cristian Cauz, calciatore italiano
- 15 agosto - Franco Cristaldo, calciatore argentino
- 15 agosto - Donte Ingram, cestista statunitense
- 15 agosto - Maja Kildemoes, calciatrice danese
- 15 agosto - Valentino Murataj, calciatore albanese
- 15 agosto - Andreia Norton, calciatrice portoghese
- 15 agosto - Vladislav Panteleev, calciatore russo
- 15 agosto - Milan Tučić, calciatore sloveno
- 16 agosto - Abdullah Al-Khaibari, calciatore saudita
- 16 agosto - Lovre Brečić, taekwondoka croato
- 16 agosto - Sophie Cunningham, cestista statunitense
- 16 agosto - Rieke Dieckmann, calciatrice tedesca
- 16 agosto - Pavel Dolgov, calciatore russo
- 16 agosto - Caeleb Dressel, nuotatore statunitense
- 16 agosto - Bárbara Gatica, tennista cilena
- 16 agosto - Augustine, cantante svedese
- 16 agosto - Stanko Jurić, calciatore croato
- 16 agosto - Mads Kaalund, calciatore danese
- 16 agosto - Roman Kokoško, pesista ucraino
- 16 agosto - Maximilian Lahnsteiner, ex sciatore alpino austriaco
- 16 agosto - D.J. Laster, cestista statunitense
- 16 agosto - Assane Ndoye, cestista francese
- 16 agosto - Tim Oberdorf, calciatore tedesco
- 16 agosto - Il'ja Pomazun, calciatore russo
- 16 agosto - Jamie Ritchie, rugbista a 15 britannico
- 16 agosto - Denis Spicov, fondista russo
- 16 agosto - Tarvarius Moore, giocatore di football americano statunitense
- 16 agosto - Rashad Vaughn, cestista statunitense
- 16 agosto - Quincy Wilson, giocatore di football americano statunitense
- 17 agosto - Aden, rapper svedese
- 17 agosto - Ben Ahlers, attore statunitense
- 17 agosto - Romane Bruneau, calciatrice francese
- 17 agosto - Jokin Ezkieta, calciatore spagnolo
- 17 agosto - Lukas Fink, giocatore di football americano austriaco
- 17 agosto - Indi Hartwell, wrestler australiana
- 17 agosto - Hamish Kerr, altista neozelandese
- 17 agosto - Marek Kodr, calciatore ceco
- 17 agosto - Agustina Leiva, cestista argentina
- 17 agosto - Moses Odjer, calciatore ghanese
- 17 agosto - Carolina Pappalardo, cestista italiana
- 17 agosto - Tomohiro Shinno, altista giapponese
- 17 agosto - Austin Walter, giocatore di football americano statunitense
- 18 agosto - M'Bala Nzola, calciatore angolano
- 18 agosto - Thomas Robinet, calciatore francese
- 19 agosto - Ibel Ahidazan, giocatore di football americano francese
- 19 agosto - Muteb Al-Mufarrij, calciatore saudita
- 19 agosto - Almoez Ali, calciatore sudanese
- 19 agosto - Bilel Aït Malek, calciatore francese
- 19 agosto - Peter Cholopi, calciatore malawiano
- 19 agosto - Joan Femenías, calciatore spagnolo
- 19 agosto - Kennedy Goss, nuotatrice canadese
- 19 agosto - Hsu Ching-wen, ex tennista taiwanese
- 19 agosto - Valentin Rosier, calciatore francese
- 19 agosto - Ransford Selasi, calciatore ghanese
- 19 agosto - Lejuan Simmons, calciatore britannico
- 19 agosto - Vitalij Volodymyrovyč Skakun, militare ucraino († 2022)
- 19 agosto - Eduardo Sousa, giocatore di calcio a 5 portoghese
- 19 agosto - Laura Tesoro, cantante, attrice e ballerina belga
- 19 agosto - Yordan Thimon, calciatore francese
- 19 agosto - Miloš Vulić, calciatore serbo
- 19 agosto - Jack Whatmough, calciatore inglese
- 20 agosto - Viola Brambilla, calciatrice italiana
- 20 agosto - Erik Carroll, ex calciatore bahamense
- 20 agosto - Gianluca Della Rosa, cestista italiano
- 20 agosto - Angelo Fulgini, calciatore francese
- 20 agosto - Jin A Kim, judoka nordcoreana
- 20 agosto - Sophie Kamlish, atleta paralimpica britannica
- 20 agosto - Stefan Lazarević, cestista serbo
- 20 agosto - Marko Mrkić, calciatore serbo
- 20 agosto - Luca Pfeiffer, calciatore tedesco
- 20 agosto - Antonino Pizzolato, sollevatore italiano
- 20 agosto - Louise Ringsing, calciatrice danese
- 20 agosto - Jeff Roberson, cestista statunitense
- 20 agosto - Mailson Tenorio dos Santos, calciatore brasiliano
- 20 agosto - Gennaro Tutino, calciatore italiano
- 20 agosto - Matty Willock, ex calciatore montserratiano
- 21 agosto - Sofyan Amrabat, calciatore marocchino
- 21 agosto - Gremlis Arvelo, tennistavolista venezuelana
- 21 agosto - Jasmine Camacho-Quinn, ostacolista portoricana
- 21 agosto - Will Harrison, attore statunitense
- 21 agosto - Chloe Jackson, ex cestista statunitense
- 21 agosto - Karolína Muchová, tennista ceca
- 21 agosto - Noah Joel Sarenren Bazee, calciatore tedesco
- 21 agosto - Dmitrij Sasin, calciatore russo
- 21 agosto - Igor Silva, calciatore brasiliano
- 21 agosto - Justin Strnad, giocatore di football americano statunitense
- 21 agosto - Emanuel Terry, cestista statunitense
- 22 agosto - Gashau Ayale, maratoneta israeliano
- 22 agosto - Carlos Davis, giocatore di football americano statunitense
- 22 agosto - Doğan Erdoğan, calciatore turco
- 22 agosto - Junior Firpo, calciatore dominicano
- 22 agosto - Ingrid Martins, tennista brasiliana
- 22 agosto - Saviour Godwin, calciatore nigeriano
- 22 agosto - Sascha Horvath, calciatore austriaco
- 22 agosto - Marouane Kacimi, multiplista, lunghista e altista marocchino
- 22 agosto - Khalil Davis, giocatore di football americano statunitense
- 22 agosto - Noura Mabilo, pallavolista italiana
- 22 agosto - Alessia Maurelli, ex ginnasta italiana
- 22 agosto - Silas Melson, cestista statunitense
- 22 agosto - Hannah Moore, nuotatrice statunitense
- 22 agosto - Clemens Nocker, ex sciatore alpino austriaco
- 22 agosto - Gianluca Picchiottino, marciatore italiano
- 22 agosto - Mateus Quaresma, calciatore brasiliano
- 22 agosto - Aljaksandra Ramanoŭskaja, sciatrice freestyle bielorussa
- 22 agosto - Casey Toohill, giocatore di football americano statunitense
- 22 agosto - Jozef Urblík, calciatore slovacco
- 22 agosto - Ronaldo de Oliveira Strada, calciatore brasiliano
- 23 agosto - Keenan Evans, cestista statunitense
- 23 agosto - Manoubi Haddad, calciatore francese
- 23 agosto - Yōsuke Ideguchi, calciatore giapponese
- 23 agosto - Andy Kawaya, ex calciatore belga
- 23 agosto - Nogaye Lo Sylla, cestista spagnola
- 23 agosto - Matthew Millar, calciatore australiano
- 23 agosto - William Perrett, pistard e ciclista su strada britannico
- 23 agosto - Xavi Quintillà, calciatore spagnolo
- 23 agosto - Navid Rezaeifar, cestista iraniano
- 23 agosto - Rosefelo Siosi, mezzofondista salomonese
- 23 agosto - Ten Tonnes, cantante britannico
- 24 agosto - Philippe van Arnhem, calciatore olandese
- 24 agosto - Isaiah Buggs, giocatore di football americano statunitense
- 24 agosto - Damil Dankerlui, calciatore olandese
- 24 agosto - Garret Driller, ex sciatore alpino statunitense
- 24 agosto - Toshihiro Hasegawa, lottatore giapponese
- 24 agosto - Nils Liess, nuotatore svizzero
- 24 agosto - Giannīs Masouras, calciatore greco
- 24 agosto - Elisa Mele, calciatrice italiana
- 24 agosto - Joseph Minala, calciatore camerunese
- 24 agosto - Laoise Murray, attrice irlandese
- 24 agosto - Jasmin Pal, calciatrice austriaca
- 24 agosto - Ruster, calciatore brasiliano
- 24 agosto - Kenzō Shirai, ginnasta giapponese
- 25 agosto - Donis Avdijaj, calciatore tedesco
- 25 agosto - Robert Hunt, giocatore di football americano statunitense
- 25 agosto - Brae Ivey, cestista statunitense
- 25 agosto - Neta Lavi, calciatore israeliano
- 25 agosto - Mihlali Mayambela, calciatore sudafricano
- 25 agosto - Tabea Sellner, calciatrice tedesca
- 25 agosto - Rikiya Uehara, calciatore giapponese
- 25 agosto - Kiyomi Watanabe, judoka filippina
- 25 agosto - Patrick Whelan, cestista britannico
- 26 agosto - Mattia Antonioli, pattinatore di short track italiano
- 26 agosto - Eneo Bitri, calciatore albanese
- 26 agosto - Lucas Catarina, tennista monegasco
- 26 agosto - Lorenzo Fontana, canottiere italiano
- 26 agosto - María Herrera, pilota motociclistica spagnola
- 26 agosto - Fanos Katelarīs, calciatore cipriota
- 26 agosto - Matīss Kivlenieks, hockeista su ghiaccio lettone († 2021)
- 26 agosto - Yul Moldauer, ginnasta statunitense
- 26 agosto - Tuva Norbye, sciatrice alpina norvegese
- 26 agosto - Amy Okonkwo, cestista statunitense
- 26 agosto - Witi, calciatore mozambicano
- 26 agosto - Manprit Sarkaria, calciatore austriaco
- 26 agosto - Luisa Schirmer, ex pallavolista statunitense
- 26 agosto - Raúl Torres, calciatore messicano
- 26 agosto - Martina Zamboni, calciatrice italiana
- 27 agosto - Bernadett Horváth, cestista ungherese
- 27 agosto - Maycon Douglas, calciatore brasiliano
- 27 agosto - Umberto Poli, ciclista su strada italiano
- 27 agosto - Qýanysh Qalmuratov, calciatore kazako
- 27 agosto - Cardell Rawlings, giocatore di football americano statunitense
- 27 agosto - Alba Redondo, calciatrice spagnola
- 27 agosto - Wang Jianan, lunghista cinese
- 27 agosto - Ariana Washington, velocista statunitense
- 28 agosto - Simon Anumba, cestista italiano
- 28 agosto - Massimiliano Caiazzo, attore italiano
- 28 agosto - Jakub Čunta, calciatore slovacco
- 28 agosto - Kyvon Davenport, cestista statunitense
- 28 agosto - Little Sis Nora, cantante svedese
- 28 agosto - Réda Halaïmia, calciatore algerino
- 28 agosto - Abubaker Haydar Abdalla, atleta qatariota
- 28 agosto - Kim Se-jeong, cantautrice e attrice sudcoreana
- 28 agosto - Lan Minghao, schermidore cinese
- 28 agosto - David Siegel, saltatore con gli sci tedesco
- 28 agosto - Bart Straalman, calciatore olandese
- 28 agosto - Mateusz Wdowiak, calciatore polacco
- 28 agosto - Quincy Williams, giocatore di football americano statunitense
- 29 agosto - Juan Felipe Aguirre, calciatore colombiano
- 29 agosto - Dorian Babunski, calciatore macedone
- 29 agosto - Dempsey Bryk, attore statunitense
- 29 agosto - Julian Cash, tennista britannico
- 29 agosto - Panagiōtīs Delīgiannidīs, calciatore greco
- 29 agosto - Anastasios Dōnīs, calciatore greco
- 29 agosto - Joseph Efford, calciatore statunitense
- 29 agosto - Alejandro Fuenmayor, calciatore venezuelano
- 29 agosto - Marta Calvo Gómez, taekwondoka spagnola
- 29 agosto - Chris Mueller, calciatore statunitense
- 29 agosto - Daryll Neita, velocista britannica
- 29 agosto - Jeremy Reaves, giocatore di football americano statunitense
- 29 agosto - Zvonimir Šarlija, calciatore croato
- 29 agosto - Lete Richard Jean-Caliste Tape, calciatore ivoriano
- 29 agosto - Taylor Tashima, pallavolista statunitense
- 30 agosto - Gabriel Barbosa, calciatore brasiliano
- 30 agosto - Nicolò Baron, giocatore di calcio a 5 italiano
- 30 agosto - Yves Bissouma, calciatore maliano
- 30 agosto - Mikal Bridges, cestista statunitense
- 30 agosto - Alex Brown, giocatore di football americano statunitense
- 30 agosto - Aaron Carver, cestista statunitense
- 30 agosto - Alimami Gory, calciatore francese
- 30 agosto - Mohamed Magdi Hamza, pesista egiziano
- 30 agosto - Trevor Jackson, attore, cantante e ballerino statunitense
- 30 agosto - Olžas Klimin, fondista kazako
- 30 agosto - Carolina Kopelioff, attrice e modella argentina
- 30 agosto - Kō Matsubara, calciatore giapponese
- 30 agosto - Aleksa Novaković, cestista serbo
- 30 agosto - Fredrik Pallesen Knudsen, calciatore norvegese
- 30 agosto - Vladyslav Pryjmak, calciatore ucraino
- 30 agosto - Murat Şatin, calciatore austriaco
- 30 agosto - Dylan Tavares, calciatore capoverdiano
- 30 agosto - Yang Shuqing, marciatrice cinese
- 31 agosto - Jalen Brunson, cestista statunitense
- 31 agosto - João Gamboa, calciatore portoghese
- 31 agosto - Mauro González, calciatore argentino
- 31 agosto - Herra Hnetusmjör, rapper islandese
- 31 agosto - Carlo Houenou, giocatore di calcio a 5 italiano
- 31 agosto - Fabio Jakobsen, ciclista su strada olandese
- 31 agosto - Chiara Mair, ex sciatrice alpina austriaca
- 31 agosto - Vít Müller, ostacolista e velocista ceco
- 31 agosto - Vachiravit Paisarnkulwong, attore televisivo e modello thailandese
- 31 agosto - Robin Pedersen, saltatore con gli sci norvegese
- 31 agosto - Katja Snoeijs, calciatrice olandese
- 31 agosto - Warleson, calciatore brasiliano